# Dekanat Piwniczna
Dekanat Piwniczna – dekanat wchodzący w skład diecezji tarnowskiej.
Dekanat Piwniczna powstał 10 października 1986 r. na mocy dekretu bpa diecezjalnego Jerzego Ablewicza. Powstał z wyłączenia 9 parafii z dekanatu Stary Sącz oraz 1 parafii z dekanatu Krynica.
Dziekanem dekanatu jest ks. Krzysztof Czech, proboszcz parafii Piwniczna (Narodzenia NMP) a wicedziekanem ks. Rafał Poręba, proboszcz parafii Piwniczna (NMP Nieustającej Pomocy).
W skład dekanatu wchodzą parafie:
- Głębokie – Parafia Trójcy Przenajświętszej w Głębokiem
- Łomnica-Zdrój – Parafia Najświętszego Serca Jezusowego w Łomnicy-Zdroju
- Piwniczna-Zdrój-Kosarzyska – Parafia Matki Bożej Nieustającej Pomocy
- Piwniczna-Zdrój – Parafia Narodzenia Najświętszej Maryi Panny
- Rytro – Parafia św. Józefa Rzemieślnika
- Wierchomla Wielka – Parafia św. Michała Archanioła
- Żegiestów – Parafia św. Anny w Żegiestowie
- Żegiestów-Zdrój – Parafia św. Kingi w Żegiestowie-Zdroju